# Stethorhanis borealis
Stethorhanis borealis är en skalbaggsart som beskrevs av Blaisdell 1934. Stethorhanis borealis ingår i släktet Stethorhanis och familjen svampbaggar. Inga underarter finns listade i Catalogue of Life.